# Polystalactica punctulata
Polystalactica punctulata är en skalbaggsart som beskrevs av Olivier 1789. Polystalactica punctulata ingår i släktet Polystalactica och familjen Cetoniidae. Utöver nominatformen finns också underarten P. p. schultzei.